# イサム・ノグチ日本財団
公益財団法人イサム・ノグチ日本財団（イサム・ノグチにほんざいだん）は、イサム・ノグチが遺したアトリエ空間における彫刻・展示場・住居・庭園などを永く保存し、一般に公開し、イサム・ノグチの精神・思想をふまえた慈善と教育の活動を行い、世界の人々との交流と芸術の振興に寄与することを目的とする公益法人。

## 事業内容
イサム・ノグチ日本財団ホームページより
- イサム・ノグチ庭園美術館の保存及び維持管理並びに運営
- イサム・ノグチの作品（遊具彫刻）の普及
- イサム・ノグチや彫刻に関する講演会等の開催
- イサム・ノグチの作品及びイサム・ノグチに関する資料の収集・保管及び展示
- イサム・ノグチの作品及び資料についての専門的、技術的な調査研究

## 受賞等
- 国内外に地域の魅力を発信していることが評価され、2012年度サントリー地域文化賞を受賞[2]